# Hugo Leijon
Hugo Götrik Emil Leijon, född den 18 juni 1886 i Kristinehamn, död den 15 augusti 1960 i Stockholm, var en svensk jurist. Han var son till Emil Leijon.
Leijon var, efter att ha avlagt mogenhetsexamen i Karlstad 1904 och juris kandidatexamen vid Uppsala universitet 1909, tillförordnad domhavande 1911–1912 och vice auditör 1913–1915. Han blev tillförordnad fiskal i Svea hovrätt 1915, adjungerad ledamot där 1916, assessor 1917 och fiskal 1920. Leijon var  tillförordnad revisionssekreterare 1919–1922, hovrättsråd i Svea hovrätt 1923–1953, vice divisionsordförande 1935–1939 och divisionsordförande 1939–1953, från 1947 med titeln lagman. Han blev underlöjtnant i Göta livgardes reserv 1907, löjtnant där 1913, och beviljades avsked 1922. Leijon var styrelseledamot i Stockholms-Tidningen 1927–1940 (ordförande 1935–1940), i föreningen Sveriges hovrättsdomare 1947–1954 och ställföreträdande ordförande i utlänningsnämnden 1953. Han invaldes som ledamot av Gustav Adolfs Akademien 1945. Leijon blev riddare av Nordstjärneorden 1926, kommendör av andra klassen av samma orden 1938 och kommendör av första klassen 1951. Han vilar i en familjegrav på Norra begravningsplatsen utanför Stockholm.